# Carl Nordenson
Carl August Nordenson, född 3 oktober 1871 i Millesviks socken, död 2 februari 1959 i Stockholm, var en svensk järnvägstjänsteman och idrottsledare.
Carl Nordenson var son till lantbrukaren Olof Peter Nord. Åren 1884–1888 var han elev vid Högre latinläroverket å Norrmalm där Viktor Balck då undervisade i gymnastik. Nordenson kom att fångas av gymnastiken, anslöt sig till Stockholms gymnastikförening och deltog som elitgymnast i flera av föreningen evenemang i Sverige och utomlands. Efterhand kom han dock att söka sig till andra idrottsgrenar och var runt sekelskiftet 1900 en av Sveriges bästa tennisspelare. Nordenson blev 1888 extra och 1893 ordinarie kontorsskrivare samt 1898 notarie vid Statens Järnvägar. Han var 1895–1942 ledamot av styrelsen för Föreningen för skidlöpningens främjande i Sverige (från 1938 föreningen för skidlöpningens och friluftslivets främjande), var sekreterare i kommittén angående färjeförbindelse Sverige-Tyskland 1899–1905 och sekreterare i Svenska lawntennisförbundet 1906–1907. Åren 1913–1919 var han backchef för backhoppningsanläggningen vid Fiskartorpet, 1914–1937 ledamot av skiddelegation, revisor för SJ:s änke- och pupillkassa 1914–1937, ledamot av riksvärderingsnämnden 1916–1928 och 1931, ledamot av styrelsen för Svenska Skidförbundet 1917–1927, sekreterare i järnvägsstyrelsen 1920–1936, vice president i Internationella skidkommissionen 1921–1924, en av arrangörerna av skolungdomens fjällfärder 1925–1937, initiativtagare till Svenska skidmuseet 1926 och intendent där från 1950, ledamot av fritidsutredningen 1937–1946 och sekreterare i skolidrottskommittén 1938. Carl Nordenson är begravd på Norra begravningsplatsen utanför Stockholm.